# Вулиця Степана Дуки
Ву́лиця Степа́на Дуки́ — вулиця в Голосіївському районі міста Києва, місцевість Китаїв. Пролягає від Китаївської вулиці до тупика.

## Історія
Виникла у 1950-х роках під назвою Нова вулиця, у 1955 році набула назву Агрономічний провулок. Сучасна назва на честь селекціонера Степана Дуки — з 1961 року.